# Boleslav Pozabljeni
Boleslav Pozabljeni (poljsko Bolesław Zapomniany) ali Boleslav Okrutni (poljsko Bolesław Okrutny) je bil pollegendarni poljski kralj iz dinastije Pjastov, ki je vladal od leta 1034 do svoje smrti leta 1038 ali 1039, * pred 1016, † 1038/1039.